# Chthamaloidea
Chthamaloidea zijn een superfamilie van mariene kreeftachtigen.

## Soorten
De volgende families zijn bij de superfamilie ingedeeld:
- Catophragmidae Utinomi, 1968
- Chthamalidae Darwin, 1854